# Astutillo Malgioglio
Astutillo Malgioglio (Piacenza, 3 maggio 1958) è un ex calciatore italiano, di ruolo portiere.

## Biografia
È sposato con Raffaella e ha una figlia di nome Elena. A partire dal 1977, in seguito a una visita a un centro per disabili, si è occupato di assistenza ai portatori di handicap, fondando a Piacenza l'associazione Era77 per il recupero motorio dei bambini distrofici. A causa di problemi di salute di Malgioglio e della mancanza di fondi, l'associazione ha chiuso nel 2001. Per questo suo impegno nel 1995 ha ricevuto il premio Sportivo Più.
Nel 2018 il suo impegno nel sociale è stato ulteriormente riconosciuto con l'assegnazione del premio ISUPP (acronimo di "Io sono una persona perbene"). Nel 2019 ha ricevuto il premio BUU - Brothers Universally United, istituito dall'Inter e destinato a figure che si sono messe in luce per meriti umanitari contro discriminazione e razzismo. Il 13 novembre 2021 è stato insignito motu proprio dal presidente della Repubblica Italiana, Sergio Mattarella, del titolo di Ufficiale dell'Ordine al Merito della Repubblica Italiana, «per il suo costante e coraggioso impegno a favore dell'assistenza e dell'integrazione dei bambini affetti da distrofia».
Dal mese di settembre 2023 è presidente onorario dell'A.I.D.A. OdV Associazione Italiana Diversamente Abili, con sede legale a Laureana di Borrello (RC).

## Carriera

### Club
Dopo gli esordi nel settore giovanile del San Lazzaro (squadra dilettantistica piacentina), passa al vivaio della Cremonese e quindi del Bologna.
Con la formazione felsinea esordisce in Serie A, il 22 maggio 1977, subentrando al titolare Franco Mancini, sul campo della Roma; nella successiva sessione di mercato passa al Brescia, in Serie B. Con le Rondinelle si impone come titolare per 5 campionati consecutivi, contribuendo alla promozione in Serie A nel campionato 1979-1980, nel quale si segnala come uno dei migliori portieri del campionato.
Nella stagione 1980-1981 disputa il suo unico campionato da titolare nella massima serie, senza tuttavia evitare la retrocessione, e nella successiva stagione 1981-1982 perde il posto a causa di dissidi con l'allenatore Marino Perani. Con l'insediamento di una nuova proprietà, la squadra lombarda viene smantellata, Malgioglio viene ceduto alla Pistoiese, sempre in Serie B.
Nel 1983 lo acquista la Roma neocampione d'Italia: nonostante la promessa di partire alla pari con Franco Tancredi, ne diventa il vice. Con la formazione capitolina rimane due stagioni, nelle quali si mette in mostra come rincalzo affidabile, sostituendo Tancredi (impegnato nel torneo olimpico di Los Angeles 1984) nelle partite di Coppa Italia 1984-1985, pur senza insidiarne la posizione nelle gerarchie.
Nel 1985 accetta di scendere in Serie B per ritornare a giocare, trasferendosi alla Lazio, appena retrocessa, su richiesta dell'allenatore Luigi Simoni. L'esperienza con i biancocelesti si rivela particolarmente complicata per Malgioglio. Nel quadro di una contestazione generale a squadra e società, Malgioglio viene preso di mira dai tifosi laziali, sia a causa dei trascorsi romanisti, sia per il suo impegno coi disabili: quest'ultima attività, secondo alcuni tifosi laziali, sarebbe causa di scarsa professionalità sul campo.
Il 9 marzo 1986 allo stadio Olimpico, nella gara interna contro il L.R. Vicenza, persa per 4-3, viene duramente contestato a causa di alcune incertezze in occasione dei gol subiti. A fine partita Malgioglio — ulteriormente provato dalla recente morte del padre — reagisce ai cori rivolti dalla curva laziale contro la sua famiglia e i disabili, togliendosi la maglia e sputandoci sopra; secondo la versione del giocatore, inoltre, sugli spalti era stato affisso uno striscione recante la scritta «Tornatene dai tuoi mostri».  Malgioglio rescinde il contratto con la Lazio, che ne aveva chiesto la radiazione, ed esprime l'intenzione di ritirarsi dal calcio.
Nell'estate 1986 Giovanni Trapattoni lo chiama per proporgli il ruolo di vice di Walter Zenga all'Inter. Con i nerazzurri rimane per cinque stagioni, da dodicesimo, vincendo lo scudetto nella stagione 1988-1989 e disputando 12 partite di campionato. Tra queste va ricordata quella del 4 marzo 1990, allo stadio Flaminio (l'Olimpico era in restauro per l'imminente campionato del mondo 1990), contro la sua ex Lazio: in quell'occasione Malgioglio sostituisce l'indisponibile Zenga, e per tutto l'incontro, nonostante il gesto pacificatorio del portiere, che aveva portato un mazzo di fiori sotto la curva, viene nuovamente bersagliato di insulti dalla tifoseria biancoceleste.
Nel 1991 si svincola dall'Inter e viene ingaggiato dall'Atalanta, come riserva di Fabrizio Ferron. Rimane a Bergamo per una sola stagione, costellata di problemi fisici e senza mai scendere in campo. Si ritira definitivamente nel 1992, a 34 anni.

### Nazionale
Tra il 1979 e il 1980 è stato convocato da Azeglio Vicini nella Nazionale di calcio dell'Italia Under-21; con gli Azzurrini ha preso parte al Campionato europeo di calcio Under-21 1980, sostituendo Giuseppe Zinetti che era rimasto coinvolto nella vicenda calcioscommesse. Riserva di Giovanni Galli, non è mai stato impiegato nella competizione.

## Statistiche

### Presenze e reti nei club
| Stagione        | Squadra         | Campionato      | Campionato | Campionato | Coppe nazionali | Coppe nazionali | Coppe nazionali | Coppe continentali | Coppe continentali | Coppe continentali | Altre coppe | Altre coppe | Altre coppe | Totale | Totale |
| Stagione        | Squadra         | Comp            | Pres       | Reti       | Comp            | Pres            | Reti            | Comp               | Pres               | Reti               | Comp        | Pres        | Reti        | Pres   | Reti   |
| --------------- | --------------- | --------------- | ---------- | ---------- | --------------- | --------------- | --------------- | ------------------ | ------------------ | ------------------ | ----------- | ----------- | ----------- | ------ | ------ |
| 1976-1977       | Bologna         | A               | 1          | 0          | CI              | 0               | 0               | -                  | -                  | -                  | -           | -           | -           | 1      | 0      |
| 1977-1978       | Brescia         | B               | 29         | -29        | CI              | 1               | -2              | -                  | -                  | -                  | -           | -           | -           | 30     | -31    |
| 1978-1979       | Brescia         | B               | 38         | -38        | CI              | 4               | -7              | -                  | -                  | -                  | -           | -           | -           | 42     | -45    |
| 1979-1980       | Brescia         | B               | 38         | -25        | CI              | 4               | -3              | -                  | -                  | -                  | -           | -           | -           | 42     | -28    |
| 1980-1981       | Brescia         | A               | 30         | -25        | CI              | 4               | -5              | -                  | -                  | -                  | TC          | 1           | -1          | 35     | -31    |
| 1981-1982       | Brescia         | B               | 24         | -25        | CI              | 4               | -6              | -                  | -                  | -                  | -           | -           | -           | 28     | -31    |
| Totale Brescia  | Totale Brescia  | Totale Brescia  | 159        | -142       |                 | 17              | -23             |                    | -                  | -                  |             | 1           | -1          | 177    | -166   |
| 1982-1983       | Pistoiese       | B               | 31         | -27        | CI              | 5               | -5              | -                  | -                  | -                  | -           | -           | -           | 36     | -32    |
| 1983-1984       | Roma            | A               | 1          | -2         | CI              | 3               | -1              | CC                 | 0                  | 0                  | -           | -           | -           | 4      | -3     |
| 1984-1985       | Roma            | A               | 0          | 0          | CI              | 2               | -1              | CdC                | 0                  | 0                  | -           | -           | -           | 2      | -1     |
| Totale Roma     | Totale Roma     | Totale Roma     | 1          | -2         |                 | 5               | -2              |                    | 0                  | 0                  |             | -           | -           | 6      | -4     |
| 1985-1986       | Lazio           | B               | 20         | -24        | CI              | 5               | -2              | -                  | -                  | -                  | -           | -           | -           | 25     | -26    |
| 1986-1987       | Inter           | A               | 1          | -1         | CI              | 0               | 0               | CU                 | 0                  | 0                  | -           | -           | -           | 1      | -1     |
| 1987-1988       | Inter           | A               | 4          | -4         | CI              | 2               | 0               | CU                 | 0                  | 0                  | -           | -           | -           | 6      | -4     |
| 1988-1989       | Inter           | A               | 1          | 0          | CI              | 3               | -2              | CU                 | 2                  | -1                 | -           | -           | -           | 6      | -3     |
| 1989-1990       | Inter           | A               | 4          | -6         | CI              | 0               | 0               | CC                 | 0                  | 0                  | SI          | 0           | 0           | 4      | -6     |
| 1990-1991       | Inter           | A               | 2          | -4         | CI              | 0               | 0               | CU                 | 0                  | 0                  | -           | -           | -           | 2      | -4     |
| Totale Inter    | Totale Inter    | Totale Inter    | 12         | -15        |                 | 5               | -2              |                    | 2                  | -1                 |             | 0           | 0           | 19     | -18    |
| 1991-1992       | Atalanta        | A               | 0          | 0          | CI              | 0               | 0               | -                  | -                  | -                  | -           | -           | -           | 0      | 0      |
| Totale carriera | Totale carriera | Totale carriera | 224        | -210       |                 | 37              | -34             |                    | 2                  | -1                 |             | 1           | -1          | 264    | -246   |

## Palmarès

### Competizioni nazionali
- Campionato italiano: 1

Inter: 1988-1989
- Coppa Italia: 1

Roma: 1983-1984
- Supercoppa italiana: 1

Inter: 1989

### Competizioni internazionali
- Coppa UEFA: 1

Inter: 1990-1991